# Elysia subornata
Espèce
Elysia subornata est une espèce de limace de mer de la famille des placobranchidés (syn. élysiidés).
Elle pourrait être le moyen d'éradiquer de la mer Méditerranée l'algue exotique envahissante Caulerpa taxifolia dont elle se nourrit.